# Peter Zürrer
Peter Zürrer (* 1937 in Eglisau; heimatberechtigt in Horgen) ist ein Schweizer Sprachwissenschafter und pensionierter Gymnasiallehrer.

## Leben
Zürrer studierte an der Universität Zürich Germanistik und promovierte 1975 ebenda bei Rudolf Hotzenköcherle mit einer Arbeit über die Wortfelder in der Mundart von Gressoney.
Bis zu seiner Pensionierung 2002 unterrichtete Zürrer an der Kantonsschule Oerlikon Deutsch. Daneben nahm er Lehraufträge an den Universitäten Triest, Pescara und Zürich wahr.

## Forschung
Zürrers Interesse gilt insbesondere den walserdeutschen Sprachinseln im italienischen Aostatal, die er in semantischer, lexikographischer, phraseologischer, morphologischer, syntaktischer, soziolinguistischer und kontaktlinguistischer Hinsicht untersuchte. Für seine Leistungen auf diesem Gebiet verlieh ihm die Universität Basel 1999 die Ehrendoktorwürde.
Ferner war er Mitarbeiter am Sprachatlas der deutschen Schweiz (Band III) in Zürich und bei dem von Piergiuseppe Scardigli gegründeten Gruppo di ricerca sulle isole linguistiche alemanne del versante italiano (GRILAVI) in Florenz.

## Werke (Auswahl)
- Wortfelder in der Mundart von Gressoney. Ein Beitrag zur Kenntnis der norditalienischen Walser-Mundarten. Frauenfeld 1975 (BSM XXI; zugleich Dissertation).
- Wörterbuch der Mundart von Gressoney. Mit einer Einführung in die Sprachsituation und einem grammatischen Abriss. Frauenfeld 1982 (BSM XXIV).
- Deutscher Dialekt in mehrsprachiger Gemeinschaft. Die Sprachinselsituation von Gressoney (Valle d’Aosta, Italien). Stuttgart 1986 (ZDL-Beiheft 53).
- Sprachinseldialekte. Walserdeutsch im Aostatal (Italien). Aarau 1999 (Sprachlandschaft 23).
- Sprachkontakt in Walser Dialekten. Gressoney und Issime im Aostatal. Stuttgart 2009 (ZDL-Beiheft 173).
- (mit Harald Burger) «Das ist auch ein weites Feld». Theodor Fontanes Phraseologie (= Phraseologie und Parömiologie. Band 35). Schneider Verlag Hohengehren, Baltmannsweiler 2022, ISBN 978-3-8340-2219-6.